# Saint-Christophe (Aostatal)
Saint-Christophe ist eine italienische Gemeinde in der autonomen Region Aostatal. Sie hat 3468 Einwohner (Stand 31. Dezember 2023).

## Geographie
Saint-Christophe liegt in einer Höhe von 619 m ü. NN an der linken Seite der Dora Baltea nahe bei Aosta.
Die Nachbargemeinden sind Aosta, Pollein, Quart, Roisan und Valpelline.

## Verkehr
Die Gemeinde ist vor allem durch ihren kleinen Flughafen für das Aostatal bekannt.

## Gemeindepartnerschaften
Partnergemeinde von Saint-Christophe ist Bellegarde-sur-Valserine in der französischen Region Auvergne-Rhône-Alpes.